# Đế quốc Akkad
Đế quốc Akkad (Tiếng Akkad: 𒆳𒌵𒆠 māt Akkadi; Tiếng Sumer: 𒀀𒂵𒉈𒆠 a-ga-de3KI, Nghĩa đen: "vùng đất của người Akkad"; Tiếng Hebrew: אַכַּד Akkad) là đế quốc cổ đại đầu tiên nói tiếng Semit ở Lưỡng Hà sau thời kỳ văn minh Sumer. Với trung tâm tại thành phố Akkad và các vùng đất xung quanh, đế quốc Akkad đã thống nhất các dân tộc Akkad (người Assyria và người Babylon) và người nói tiếng Sumer. Đế quốc dần mở rộng ảnh hưởng ra khắp toàn bộ khu vực Lưỡng Hà, Cận Đông và Anatolia, và tiến hành những cuộc xâm lược về phía Nam tới tận Dilmun và Magan (ngày nay là Bahrain và Oman) trên bán đảo Ả Rập.
Vào thiên niên kỷ thứ 3 TCN, giữa người Sumer và  người Akkad đã phát triển sự giao thoa văn hoá mật thiết và cùng với đó, song ngữ được sử sụng rộng rãi. Tiếng Akkad đã dần dần thay thế tiếng Sumer trở thành ngôn ngữ phổ thông trong khoảng thời gian từ giữa thiên niên kỷ thứ 3 đến thiên niên kỷ thứ 2 TCN (thời điểm chính xác hiện đang còn tranh cãi).
Đế quốc Akkad phát triển tới đỉnh cao vào khoảng từ thế kỷ 24 cho đến thế kỷ 22 TCN, sau những cuộc chinh phạt của Sargon của Akkad. Dưới triều đại của Sargon và những người kế vị, tiếng Akkad trở thành ngôn ngữ bắt buộc tại các lãnh thổ bị khuất phục như Elam và Guti trong một thời gian ngắn. Akkad cũng có khi được coi là "đế quốc" đầu tiên trong lịch sử, mặc dù ý nghĩa của thuật ngữ này chưa chính xác, và nhiều ý kiến cho rằng đã có những đế quốc Sumer tồn tại từ trước đó.
Sau khi đế quốc Akkad sụp đổ, Lưỡng Hà cuối cùng được thống nhất bởi hai quốc gia nói tiếng Akkad: Assyria ở phía Bắc, và Babylonia ở phía Nam sau đó một vài thế kỷ.

## Lịch sử nghiên cứu
Akkad đã được nhắc đến trong sách Sáng thế 10:10-12 như là vùng đất của vua Nimrod:
Vương quốc của Nimrod khởi nguồn từ Babel, Erech, Accad, và Calneh, ở vùng Shinar. Từ đó, ông ta tiến vào Assyria, xây dựng Nineveh, và Rehoboth-Ir, và Calah, và Resen nằm giữa Nineveh và Calah (đều là những thành phố lớn).— Genesis 10:10-12, American Standard Version (1901)

Danh tính lịch sử thực sự của Nimrod vẫn còn gây tranh cãi. Một số ý kiến cho rằng nhân vật này là Sargon của Akkad, một số khác nghiêng về nhân vật anh hùng huyền thoại Gilgamesh, người sáng lập Uruk. Ngày nay, các nhà nghiên cứu đã thu thập được khoảng 7.000 văn bản có từ thời kỳ Akkad được viết bằng cả tiếng Sumer và Akkad. Nhiều văn bản thời kỳ Assyria và Babylonia sau này cũng có đề cập đến Đế chế Akkad.
Hiện nay các thông tin nghiên cứu được về đế quốc Akkad vẫn còn nhiều hạn chế vì chưa xác định được chính xác vị trí của kinh thành Akkad sau nhiều nỗ lực tìm kiếm. Việc xác định niên đại của các di chỉ khảo cổ học cũng vấp phải nhiều khó khăn do không có sự khác biệt rõ ràng giữa các đồ tạo tác từ thời Sơ kỳ triều đại và thời kỳ Akkad. Tương tự, những nguyên vật liệu được sử dụng bởi Akkad vẫn tiếp tục được sử dụng đến vương triều thứ Ba của Ur.
Phần lớn những hiểu biết gần đây về Đế quốc Akkad đến từ các cuộc khai quật ở khu vực Thượng Khabur như Tell Mozan (Urkesh cổ đại), Tell Leilan (Shekhna / Shubat-Enlil cổ đại) thuộc khu vực đông bắc Syria ngày nay, trước đây là một phần của Assyria sau khi Akkad sụp đổ. Cuộc khai quật ở Tell Leilan cho thấy các bằng chứng về khí hậu khô hạn gây ra sự sụp đổ của đế chế Akkad; tuy nhiên, lập luận này vẫn đang còn gây nhiều tranh cãi.
Thông qua việc khai quật tại địa điểm thuộc Tell Brak ngày nay, các nhà khảo cổ học đã đưa ra giả thuyết rằng người Akkad đã xây dựng một trung tâm hành chính tại đây ("Brak" hoặc "Nagar"). Địa điểm này đã từng tồn tại hai tòa nhà lớn, bao gồm khu phức hợp đền thờ, cơ quan chính quyền, sân vườn và những bếp lò lớn.

## Niên đại
Thời kỳ Akkad thường được xác định vào k. 2334 - 2154 TCN (tính theo niên đại trung Cận Đông cổ đại), hoặc k. 2270 - 2083 TCN (tính theo niên đại ngắn). Thời kỳ này nối tiếp Sơ kỳ triều đại Lưỡng Hà và được tiếp nối bởi vương triều thứ III của Ur, mặc dù cả hai quá trình chuyển tiếp này đều không rõ ràng. Ví dụ: có khả năng sự trỗi dậy của Sargon của Akkad đã diễn ra trùng với giai đoạn cuối của thời Sơ kỳ triều đại và những vị vua cuối cùng của Akkad đã cai trị đồng thời với các vị vua Guti, Uruk và Lagash. Thời kỳ Akkad cùng thời với: giai đoạn EB IV (ở Israel), EB IVA và EJ IV (ở Syria), và EB IIIB (ở Thổ Nhĩ Kỳ).
Hiện nay đã xác định được thứ tự cai trị của các vi vua Akkad như bảng dưới đây, với niên đại được ước tính tương đối chính xác (tất cả đều diễn ra trước khi thời kỳ cuối đồ đồng sụp đổ k.1200 TCN).
| Vua                 | Niên đại trung TCN |
| ------------------- | ------------------ |
| Sargon              | 2334–2279          |
| Rimush              | 2278–2270          |
| Manishtushu         | 2269–2255          |
| Naram-Sin           | 2254–2218          |
| Shar-Kali-Sharri    | 2217–2193          |
| Giai đoạn đứt quãng | 2192–2190          |
| Dudu                | 2189–2169          |
| Shu-turul           | 2168–2154          |

## Lịch sử

### Trước thời Sargon của Akkad
Tên gọi Đế chế Akkad bắt nguồn từ tên vùng đất và thành thị Akkad. Mặc dù vị trí của thành phố Akkad vẫn chưa được xác định rõ, thế nhưng chúng ta vẫn biết được nó thông qua các nguồn văn kiện khác nhau. Trong số này có ít nhất một văn bản có niên đại trước thời kỳ của Sargon. Cùng với thực tế đó là cái tên Akkad lại có nguồn gốc không phải từ tiếng Akkad, điều này cho thấy thành phố Akkad có thể đã bị chiếm đóng trong giai đoạn trước thời của Sargon.

### Sargon của Akkad

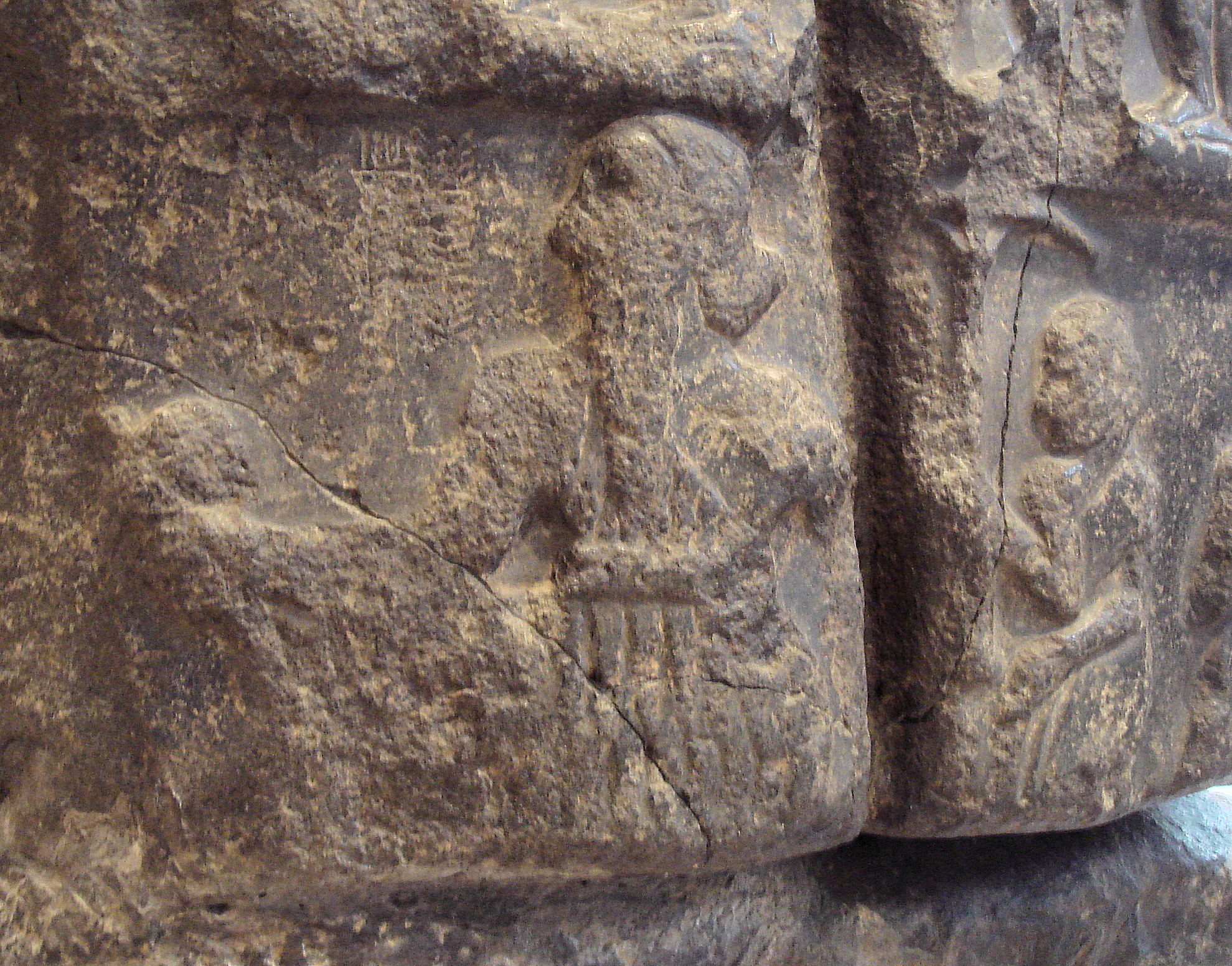
Sargon trên bia chiến thắng, với búi tóc hoàng gia, tay cầm chùy và khoác áo bào, theo sau là người hầu che lọng. Chữ "Vua Sargon" được khắc ở phía trước mặt. Bảo tàng Louvre.

Sargon của Akkad đã đánh bại và bắt sống Lugal-zage-si của Sumer trong trận Uruk và thôn tính vùng đất này. Những ghi chép cổ nhất bằng tiếng Akkad có niên đại từ thời Sargon. Sargon được cho là con của La'ibum hoặc Itti-Bel, một người làm vườn hoặc một nữ tu trong đền thờ Ishtar/Inanna. Từ một cận thần của vua Ur-Zababa của Kish, Sargon trở thành người phụ trách các công việc thủy lợi và có ảnh hưởng lớn trong triều đình. Sau khi lật đổ Ur-Zababa, Sargon lên ngôi và bắt đầu công cuộc xâm chiếm các vùng đất khác. Ông đã bốn lần xâm lược Syria và Canaan, và dành ba năm để thu phục hoàn toàn các nước ở phía tây rồi hợp nhất với Lưỡng Hà thành một đế chế thống nhất.
Không dừng lại ở đó, Sargon tiếp tục các cuộc xâm lược để mở rộng đế chế: về phía tây đến Biển Địa Trung Hải và thể là cả Síp (Kaptara); về phía bắc đến vùng núi; về phía đông đến Elam; và về phía nam đến Magan (Oman). Ông trị vì đế chế trong 56 năm và đưa các quý tộc Akkad lên cai trị các lãnh thổ chư hầu.
Việc trao đổi hàng hóa được mở rộng từ các mỏ bạc ở Anatolia đến các mỏ lapis lazuli ở Afghanistan hiện đại, tuyết tùng ở Lebanon và đồng ở Magan. Sự thống nhất giữa các thành bang Sumer và Akkad phản ánh sức mạnh kinh tế và chính trị ngày càng gia tăng của Lưỡng Hà. Lương thực chủ yếu là lúa mì, được cũng cấp bởi hệ thống nông nghiệp tưới nước mưa ở Assyria.
Tượng và phù điêu mang hình ảnh của Sargon được dựng lên dọc các vùng đất bên bờ Địa Trung Hải để thể hiện những chiến thắng của ông, các thành phố và cung điện ở Akkad được xây dựng bằng các chiến lợi phẩm giành được từ các vùng đất thua trận. Đế chế Akkad chinh phục Elam và vùng Bắc Lưỡng Hà (Assyria/Subartu) và dập tắt các cuộc nổi dậy ở Sumer. Sargon tự hào rằng đế chế đã khuất phục được "tứ phương", bao gồm các vùng đất bao quanh Akkad ở phía bắc (Assyria), phía nam (Sumer), phía đông (Elam) và phía tây (Martu). Một số tài liệu cổ (ABC 19, 20) thể hiện rằng ông đã cho xây dựng lại thành phố Babylon (Bab-ilu) ở vị trí mới gần Akkad.
Trong suốt cuộc đời mình, Sargon tỏ ra đặc biệt tôn kính các vị thần Sumer, đặc biệt là nữ thần bảo trợ của ông - Inanna (Ishtar) - và Zababa, thần chiến binh của Kish. Ông tự xưng mình là "Tư tế của Anu" và "đại ensi của Enlil" ("ensi" nghĩa là vị vua tu sĩ) và để con gái Enheduanna làm nữ tư tế đền thờ Nanna ở Ur.
Vào những năm cuối triều đại của Sargon, nhiều cuộc nổi dậy diễn ra ở khắp nơi nhưng đều bị dập tắt tàn khốc.

### Rimush và Manishtushu

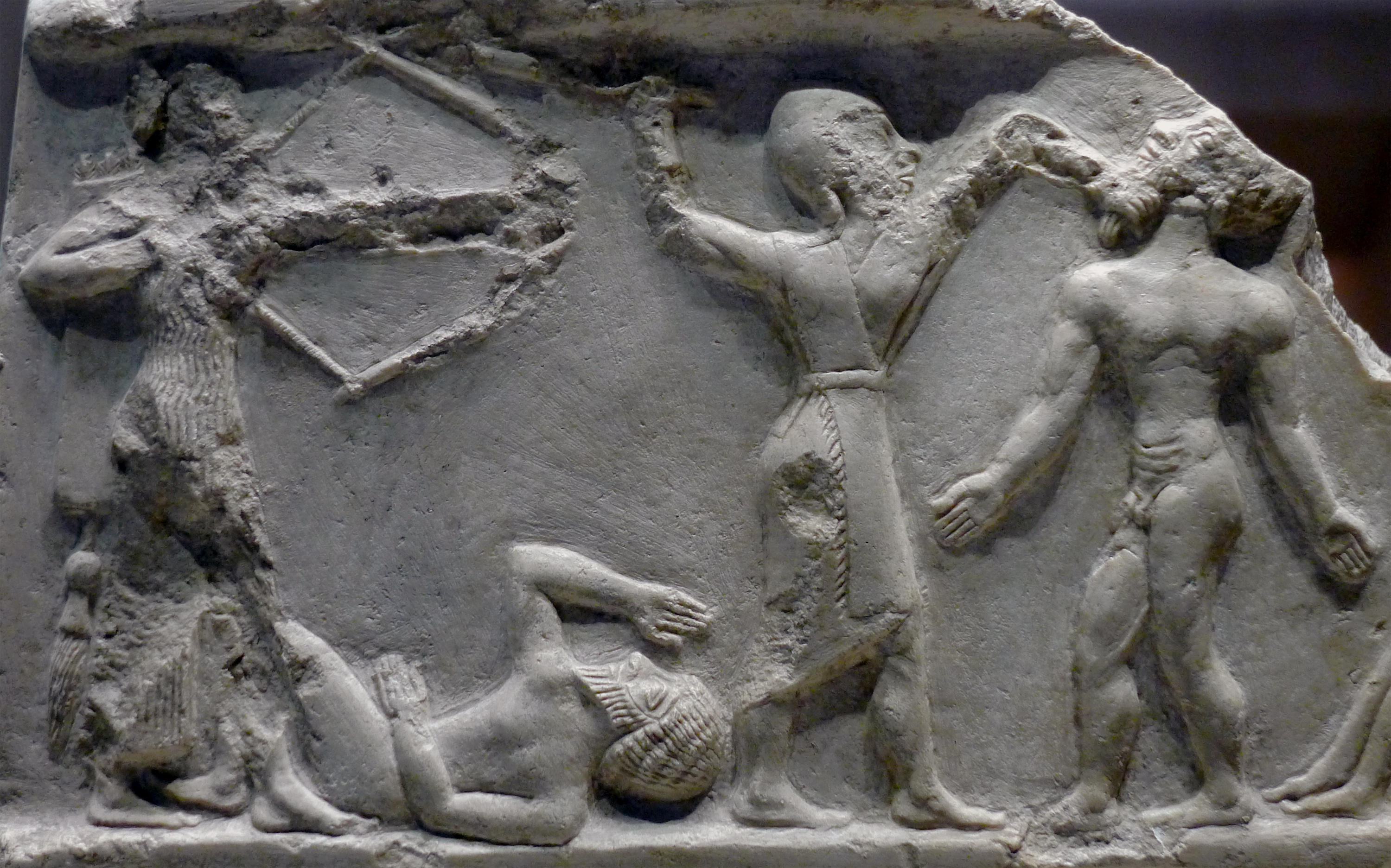
Quân lính Akkad tiêu diệt kẻ thù, k. 2300 TCN, có thể từ một tấm bia chiến thắng của Rimush.

Sau khi Sargon qua đời, những cuộc nổi dậy nổ ra trong suốt 9 năm trị vì của con trai ông, Rimush (2278–2270 TCN). Theo các ghi chép, Rimush phải đối mặt với các cuộc nổi dậy lan rộng tại Ur, Umma, Adab, Lagash, Der, và Kazallu. Rimush đã cho thực hiện những cuộc tàn sát hàng loạt và phá hủy các thành phố Sumer.
Sau khi Rimush bị ám sát bởi một số triều thần vào năm 2270 TCN, anh trai của ông là Manishtushu (2269–2255 TCN) lên kế vị. Có thể ông ta đã có một trận thủy chiến chống lại liên minh 32 vị vua và giành được quyền kiểm soát các vùng đất tiền Ả Rập, thuộc các Tiểu vương quốc Ả Rập và Oman ngày nay. Mặc dù vậy, Manishtushu cũng có thể đã bị ám sát giống như em trai của mình bởi các âm mưu trong triều đình.

### Naram-Sin

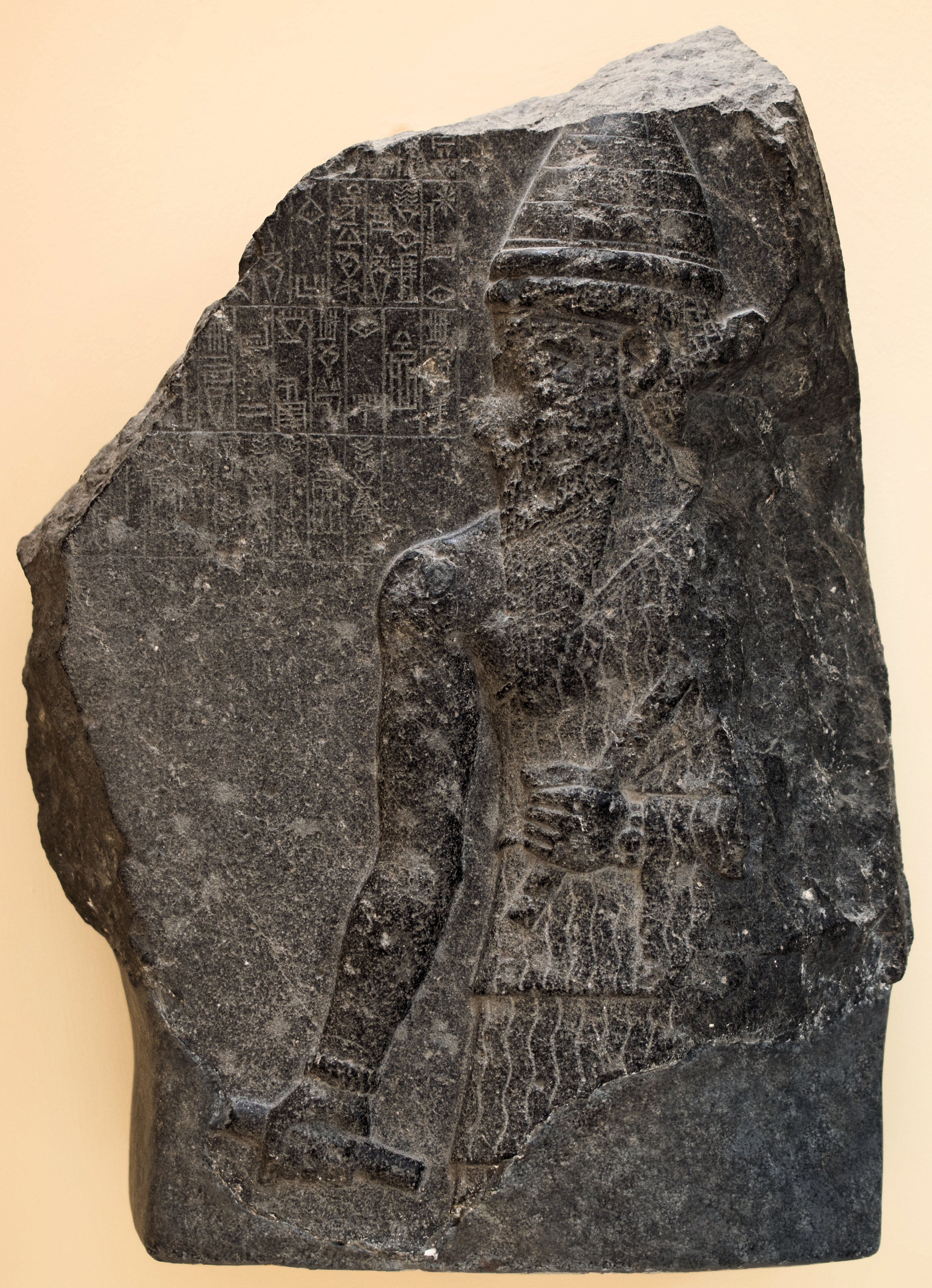
Chân dung Naram-Sin. Bảo tàng khảo cổ Istanbul

Con trai và người kế vị của Manishtushu, Naram-Sin (2254–2218 TCN), mang danh hiệu "Vua Naram-Sin, vua của bốn phương" (Lugal Naram-Sîn, Šar kibrat 'arbaim) nhờ những cuộc chinh phạt hùng hậu của mình. Ông cũng là vị vua đầu tiên trong văn hóa Sumer tự xưng là "thần" (Tiếng Sumer: DINGIR, Tiếng Akkad = ilu) của Agade" (Akkad), trái ngược với truyền thống trước đây rằng các vị vua chỉ là đại diện của người dân trước các vị thần. Ông cũng phải đối mặt với các cuộc nổi dậy vào đầu thời kỳ trị vì của mình nhưng đã dẹp tan chúng nhanh chóng.
Naram-Sin cũng cho ghi chép lại cuộc xâm lược Ebla và Armanum (có thể nằm ở Syria, hoặc Aleppo, hoặc miền bắc Iraq, vị trí cụ thể vẫn đang còn tranh cãi).
Naram-Sin đã xây dựng một cung điện tại Tell Brak, một ngã tư ở trung tâm lưu vực sông Khabur của Jezirah. Ông đánh tan cuộc nổi dậy ở Magan, nơi đặt các trại đồn trú để bảo vệ các tuyến đường chính. Ông cũng thường xuyên phải chống lại các mối đe dọa từ các dãy núi phía bắc Zagros, Lulubis và Gutians. Các nguồn Hitti ghi lại việc Naram-Sin tiến vào Anatolia, chiến đấu với các vị vua Hitti và Hurri, bao gồm Pamba của Hatti, Zipani của Kanesh và 15 người khác.
Nền kinh tế được kế hoạch hóa ở mức độ cao. Ngũ cốc đã được làm sách và dầu được phân phối theo khẩu phần bằng các bình gốm tiêu chuẩn. Thuế được trả bằng sản phẩm và công lao động tại tường thành, đền thờ, kênh mương thủy lợi và đường thủy, tạo ra mức thặng dư nông nghiệp khổng lồ. Akkad trở nên giàu có nhờ điều kiện khí hậu ôn hòa, thặng dư nông nghiệp và cướp bóc từ các vùng đất khác.
Trong các văn bản tiếng Assyria và Babylon sau này, cái tên Akkad, cùng với Sumer, xuất hiện như một phần của tước hiệu hoàng gia, như trong tiếng Sumer "LUGAL KI-EN-GI KI-URI" hoặc tiếng Akkad "Šar māt Šumeri u Akkadi", nghĩa là "vua của Sumer và Akkad." Danh hiệu này được tự xưng bởi vị vua nắm quyền kiểm soát Nippur, trung tâm văn hóa và tôn giáo của miền nam Lưỡng Hà.
Trong thời kỳ Akkad, tiếng Akkad đã trở thành ngôn ngữ chung của vùng Trung Đông, và chính thức được sử dụng trong hành chính, mặc dù tiếng Sumer vẫn được dùng trong ngôn ngữ nói và văn học. Tiếng Akkad được phổ biến từ Syria đến Elam, thậm chí tiếng Elam cũng có một thời gian được viết bằng chữ hình nêm Lưỡng Hà. Các văn bản tiếng Akkad sau đó được mang đến những nơi xa xôi hơn, từ Ai Cập (trong Thời kỳ Amarna) và Anatolia cho đến Ba Tư (Behistun).

### Sự thần phục của các vị vua Sumer
Sự thần phục của một số vị vua Sumer đối với Đế chế Akkad được ghi lại trong các bản khắc trên con dấu Sumer, bao gồm Lugal-ushumgal, ensi của Lagash ("Shirpula"), k. 2230-2210 TCN. Một số bản khắc nhắc đến Lugal-ushumgal như người cai trị Lagash và là chư hầu (𒀵, arad, "bề tôi" hoặc "nô lệ") của Naram-Sin và người kế vị Shar-kali-sharri. Một trong những con dấu này nói rằng:
"Naram-Sin, vị thần quyền năng của Agade (Akkad), vua của bốn phương, Lugal-ushumgal, kinh sư, ensi của Lagash, là bề tôi của ngài."— Con dấu của Lugal-ushumgal với tư cách một chư hầu của Naram-sin.

Cũng có thể coi Lugal-ushumgal là người ủng hộ Đế chế Akkad, cũng như Meskigal, vua của Adab. Tuy nhiên, người kế vị Lugal-ushumgal là Puzer-Mama, đã giành độc lập từ tay Shar-Kali-Sharri khi Akkad suy yếu, tự xưng là "Vua của Lagash" và mở ra Vương triều thứ hai của Lagash.

### Suy tàn
Đế chế Akkad có thể sụp đổ vào khoảng thế kỷ 22 TCN, sau 180 năm tồn tại, mở ra một "Thời kỳ tăm tối" cho đến Vương triều thứ ba của Ur. Khu vực có thể đã quay trở lại tình trạng chính quyền cát cứ ở các thành bang. Đế chế bắt đầu tan rã từ cuối triều đại của Sharkalisharri. Shu-turul tuy đã giành lại phần nào quyền lực tập trung nhưng vẫn không thể chống lại được những cuộc xâm lược của bộ lạc Guti từ dãy núi Zagros.
Người ta không biết nhiều thông tin về thời kỳ Guti hay thời gian tồn tại của nó. Các nguồn tài liệu chữ hình nêm cho thấy chính quyền Guti tỏ ra ít quan tâm đến canh tác nông nghiệp, ghi chép hoặc trật tự công cộng. Họ được cho là đã cho thả rông tất cả các gia súc đi lang thang khắp vùng Lưỡng Hà và gây ra nạn đói, đẩy giá ngũ cốc tăng cao. Cuối cùng, vị vua Sumer Ur-Nammu (2112–2095 TCN) đã quét sạch người Guti ra khỏi Lưỡng Hà, bắt đầu triều đại Ur thứ ba.
Khoảng thời gian k. 2112 - 2004 TCN được gọi là thời kỳ Ur III. Các tài liệu lại bắt đầu được viết bằng tiếng Sumer, mặc dù tiếng Sumer đã trở thành một ngôn ngữ được sử dụng thuần túy cho mục đích văn học hoặc tôn giáo, giống như địa vị của tiếng Latinh ở Châu Âu thời Trung Cổ sau này.
Một giả thuyết khác cho rằng sự suy tàn của đế chế Akkad chỉ đơn giản là do triều đại Akkad không còn duy trì được vị thế chính trị độc tôn của mình đối với các thành bang độc lập hùng mạnh khác.
Có nhiều ý kiến cho rằng khí hậu khô hạn dẫn đến hạn hán và đất nhiễm mặn đã dẫn đến sự sụp đổ của đế chế Akkad cũng như các quốc gia khác ở vùng Cận Đông cổ đại vào khoảng tnăm 2200 TCN, tuy nhiên nguyên nhân này vẫn đang gây nhiều tranh cãi.

## Chính quyền

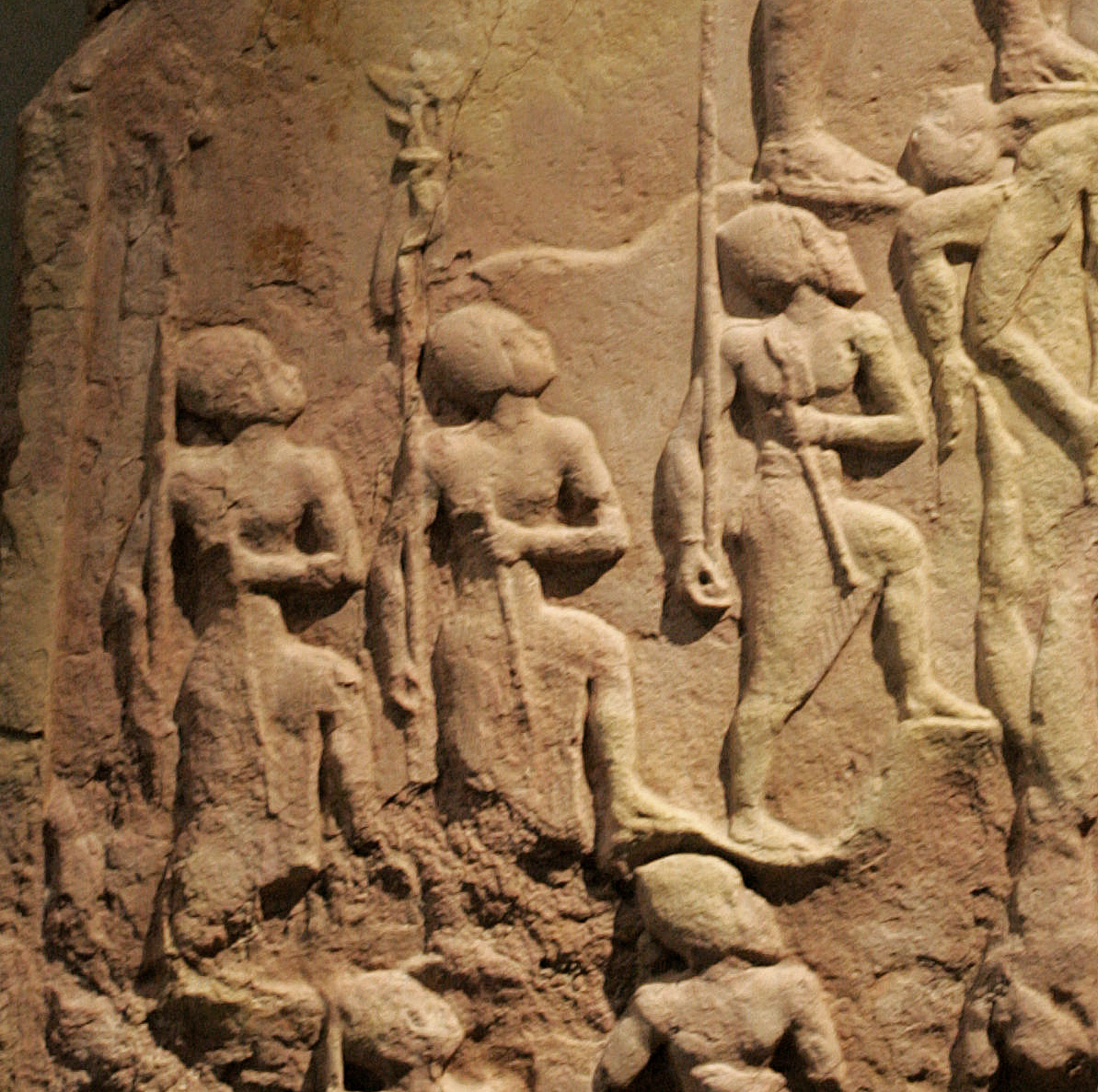
Binh sĩ Akkad trên Bia Chiến thắng của Naram-Sin, k. 2250 TCN

Chính quyền Akkad trở thành một kiểu mẫu "chuẩn mực" mà tất cả các quốc gia Lưỡng Hà sau này đều noi theo. Theo truyền thống, ensi là lãnh tụ tối cao của một thành bang Sumer, đóng vai trò vừa là người cai trị thành phố đồng thời là tu sĩ đứng đầu đền thờ. Về sau này, ensi có thể được hợp pháp hóa thông qua nghi lễ kết hôn với nữ thần Inanna.
Ban đầu, nhà vua lugal (lu = ông, gal = lớn) nằm dưới quyền ensi, và được ensi bổ nhiệm trong những thời điểm quốc gia gặp khó khăn, nhưng càng về sau, lugal càng đóng vai trò quan trọng, có "é" (= nhà) hoặc "cung điện" của riêng minh, độc lập với đền thờ. Đến thời Mesalim, vị vua nào kiểm soát được Kish thì được công nhận là šar kiššati (= vua của Kish), và có vị thế cao hơn các lugal khác ở Sumer, có thể Kish có vị trí địa lý nằm ở nơi giao nhau của lưỡng hà, ai nắm được Kish sẽ nắm được quyền kiểm soát hệ thống tưới tiêu của các thành phố khác ở hạ lưu.
Khi Sargon càn quét từ "Hạ Hải" (Vịnh Ba Tư), đến "Thượng Hải" (Địa Trung Hải), ông được xưng tụng là người cai trị "mọi miền đất dưới gầm trời", hoặc "từ nơi mặt trời mọc đến nơi mặt trời lặn", trong các văn bản đương thời. Dưới thời Sargon, các ensi vẫn nắm chức vị, nhưng chỉ có vai trò cao hơn so với quan tổng trấn cấp tỉnh. Danh hiệu šar kiššati mang ý nghĩa "chúa tể hoàn vũ". Sargon thậm chí còn được ghi nhận là đã tổ chức các cuộc viễn thám trên biển đến Dilmun (Bahrain) và Magan, đây cũng là một trong số các cuộc thám hiểm hàng hải đầu tiên trong lịch sử. Tuy nhiên, vẫn chưa rõ liệu ông có đi đến tận vương quốc Kaptara (có thể là Cyprus sau này) ở Địa Trung Hải như được ghi chép trong các tài liệu sau này hay không.
Naram-Sin, cháu trai của Sargon, còn tiến xa hơn so với ông mình, nhà vua không chỉ được gọi là "Chúa tể tứ phương (thế giới)", mà còn được tôn thành dingir (= thần thánh), có đền thờ phụng của riêng mình. Trước đây, một người cai trị có thể được phong thần sau khi chết, giống như trường hợp Gilgamesh, nhưng các vị vua Akkad kể từ Naram-Sin trở đi đều được coi là thần thánh ngay từ khi còn sống. Trong nghệ thuật, hình ảnh của của nhà vua được khắc họa với kích thước lớn hơn so với người bình thường và đứng cách biệt với các cận thần.
Một chính sách được cả Sargon và Naram-Sin áp dụng để duy trì quyền kiểm soát đất nước, là để con gái của mình, Enheduanna và Emmenanna, trở thành nữ tư tế tối cao của đền thờ Sin tại Ur ở cực nam Sumer; để các con trai làm ensi tổng trấn tại các địa điểm chiến lược; và gả con gái sang lân bang (Urkesh và Marhashe). Một trường hợp được ghi chép rõ ràng về việc liên hôn chính trị là con gái của Naram-Sin, Tar'am-Agade tại Urkesh.
Các ghi chép tại khu phức hợp hành chính Brak cho thấy rằng quan lại thu thuế được chọn lựa từ người dân địa phương.

## Kinh tế

Vị trí của các vùng đất ngoại bang đối với Lưỡng Hà, bao gồm Elam, Magan, Dilmun, Marhashi và Meluhha.

Dân cư Akkad chủ yếu phụ thuộc vào nông nghiệp, xoay quanh hai khu vực chính: vùng nông nghiệp thủy lợi ở miền nam Iraq có sản lượng đạt 30 hạt trên một hạt gieo trồng và vùng nông nghiệp tưới nước mưa ở miền bắc Iraq được gọi là "vùng thượng".
Miền nam Iraq trong thời kỳ Akkad có thể có khí hậu khô hạn với mực nước mưa giống với thời hiện đại, dưới 20 mm (0,8 in) mỗi năm, vì vậy nên nông nghiệp hoàn toàn phụ thuộc vào thủy lợi. Trước thời kỳ Akkad, quá trình đất mặn hóa theo thời gian gây ra do hệ thống tưới tiêu kém hiệu quả đã làm giảm sản lượng lúa mì ở miền nam, dẫn đến việc chuyển đổi sang trồng lúa mạch với khả năng chịu mặn cao hơn. Tại khu vực này dân số thành thị đạt đỉnh điểm vào năm 2.600 trước Công nguyên, áp lực nhân khẩu học cao đã góp phần vào sự trỗi dậy của tình trạng quân sự hóa ngay từ trước thời kỳ Akkad. Chiến tranh giữa các thành bang đã dẫn đến suy giảm dân số, nhờ đó khu vực có khoảng thời gian để phục hồi. Chính mức năng suất nông nghiệp cao ở phía nam này đã tạo điều kiện cho sự phát triển của Akkad trở thành nơi có mật độ dân số cao nhất trên thế giới vào thời bấy giờ, mang lại lợi thế quân sự cho Akkad.

Lượng nước ngầm trong khu vực này vô cùng dồi dào và được bổ sung thường xuyên từ các cơn bão mùa đông ở đầu nguồn sông Tigris và Euphrates từ tháng 10 đến tháng 3 và nước tuyết tan từ tháng 3 đến tháng 7. Trong thời kỳ Akkad, mực nước lũ giảm dần so với thời kỳ trước đó từ nửa mét đến một mét. Mặc dù vậy, địa hình bằng phẳng và thời tiết bất ổn khiến lũ lụt trở nên khó dự đoán hơn nhiều so với vùng châu thổ sông Nile; những vụ ngập lụt nghiêm trọng dường như đã xảy ra thường xuyên, đòi hỏi phải liên tục bảo dưỡng hệ thống mương dẫn nước và hệ thống thoát nước. Đền thờ phụ trách các công việc thủy lợi và lựa chọn nhân công từ các nông dân trong thời gian giáp hạt từ tháng 8 đến tháng 10, như một hình thức cứu trợ thất nghiệp. Gwendolyn Leick cho rằng đây là công việc đầu tiên của Sargon khi còn phục vụ vua Kish, khiến ông có kinh nghiệm trong việc tổ chức hiệu quả các nhóm nhân công lớn. Một phiến đất sét viết, "Vua Sargon, người vô song được Enlil ban phước - 5.400 chiến binh ăn bánh mì hàng ngày trước ngài".

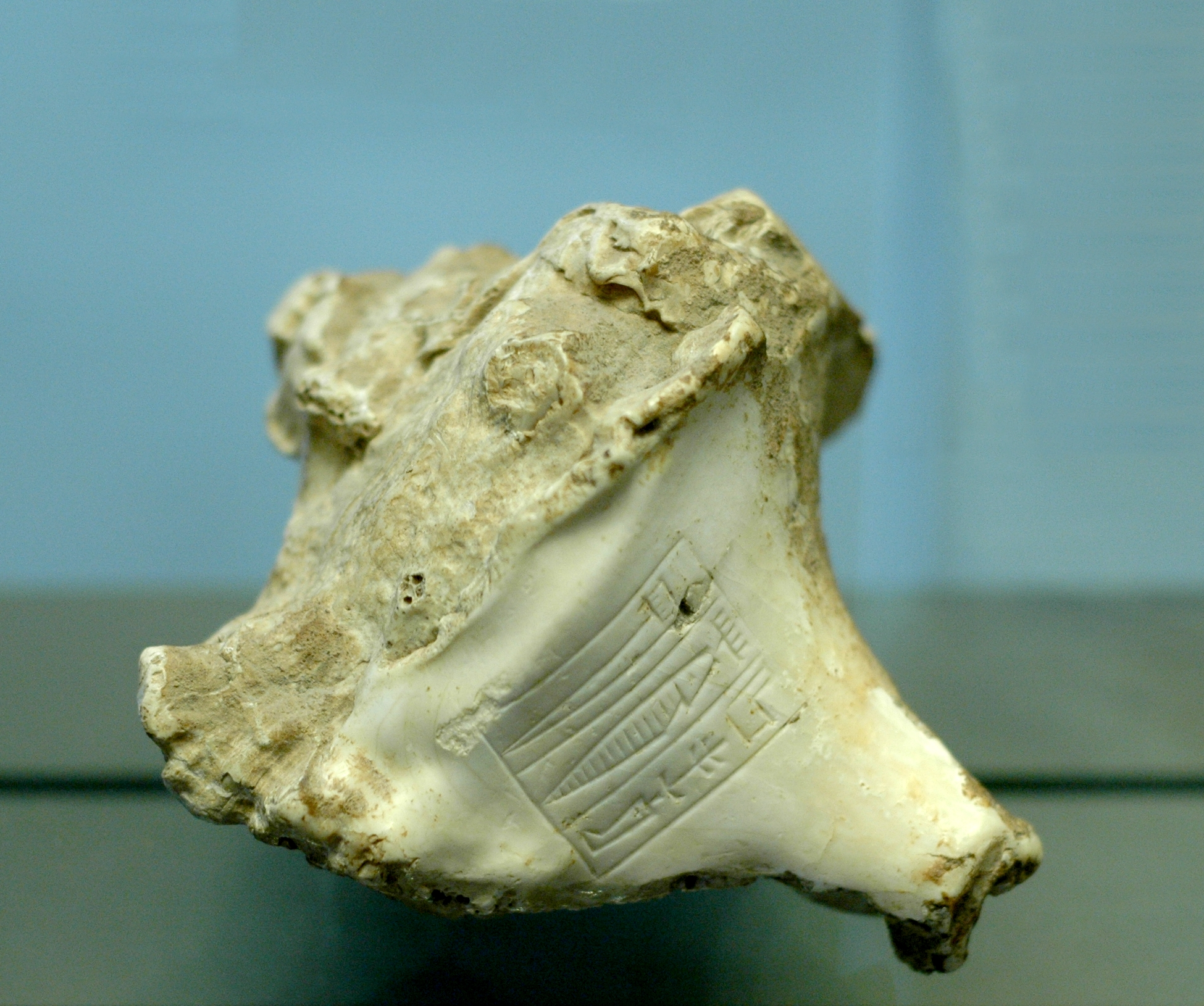
Vỏ ốc gai khắc tên Rimush, TCN, Louvre, được nhập khẩu từ bờ biển Địa Trung Hải, thường được người Canaan sử dụng để làm thuốc nhuộm màu tím.

Mùa thu hoạch diễn ra vào cuối mùa xuân và trong những tháng mùa hè khô hạn. Dân du mục Amorite từ phía tây bắc chăn thả dê và cừu dựa trên nguồn thức ăn từ tàn dư sau thu hoạch và nước từ các sông và kênh rạch. Đổi lại, họ sẽ phải trả thuế bằng len, thịt, sữa và pho mát cho các đền thờ, những sản phẩm sau đó được phân phối lại cho chính quyền và tu sĩ. Mọi thứ suôn sẻ trong những năm thời tiết tốt, nhưng đến những năm khó khăn, đồng cỏ mùa đông trở nên thiếu thốn, những người du mục tìm cách chăn thả đàn gia súc trên những cánh đồng ngũ cốc, dẫn đến xung đột với nông dân. Có vẻ như việc trợ cấp cho các cộng đồng phía nam bằng cách nhập khẩu lúa mì từ phía bắc của Đế chế đã tạm thời khắc phục được vấn đề này, và giúp nền kinh tế phục hồi và tăng trưởng dân số trong khu vực.

## Ngoại thương
Sumer và Akkad có sản lượng nông sản dồi dào nhưng lại thiếu hầu hết các loại tài nguyên khác, đặc biệt là quặng kim loại, gỗ và đá xây dựng, tất cả đều phải nhập khẩu từ nơi khác. Sự bành trướng của đế chế Akkad đến tận "Núi Bạc" (có thể là dãy núi Taurus), "Rừng Tuyết Tùng" của Lebanon, và các mỏ đồng ở Magan, chủ yếu được thúc đẩy bởi mục tiêu đảm bảo quyền kiểm soát đối với các hoạt động nhập khẩu này. Một phiến đất sét ghi chép lại như sau:
"Sargon, vua của Kish, càn quét ba mươi tư thành bang, đến tận miền bờ biển và đập tan tường thành của chúng. Ngài xếp các đoàn thuyền từ Meluhha, từ Magan và từ Dilmun dọc bờ vịnh Agade. Vua Sargon cúi mình thần phục trước (thần) Dagan (và) thờ phụng thần; (và) thần (Dagan) ban cho ngài vùng Thượng, bao gồm Mari, Yarmuti, (và) Ebla, cho đến Rừng Tuyết tùng (và) đến Núi Bạc"— Bản khắc của Sargon của Akkad (k. 2270–2215 TCN)

Giao thương giữa các quốc gia phát triển trong thời kỳ Akkad. Mối quan hệ giữa Lưỡng Hà và thung lũng sông Ấn dường như cũng đã được mở rộng: Sargon of Akkad (k.2300 hoặc 2250 TCN), là nhà cai trị Lưỡng Hà đầu tiên đề cập rõ ràng đến vùng Meluhha, nơi thường được hiểu là Baluchistan hoặc khu vực sông Ấn.

## Văn hóa

### Nghệ thuật Akkad
Nghệ thuật thời kỳ này chú trọng vào tôn vinh các vị vua, với các đặc trưng tiếp nối từ thời kỳ Sumer. Chỉ còn một số ít các công trình kiến trúc còn sót lại. Mức độ tả thực đã tăng lên đáng kể trong những tác phẩm lớn và những tác phẩm nhỏ hơn như con dấu. Những con dấu Akkad thể hiện màu sắc u ám và các sự kiện tàn khốc, cùng với sự kính sợ trước thần thánh và vua chúa, đặc trưng của nghệ thuật Lưỡng Hà.
Tác phẩm điêu khắc Akkad có độ tinh xảo và tính chân thực cao, cho thấy một sự tiến bộ rõ ràng so với thời kỳ trước của nghệ thuật Sumer.

### Con dấu
Người Akkad sử dụng nghệ thuật thị giác như một phương tiện thể hiện tư tưởng. Họ đã phát triển một phong cách mới cho con dấu hình trụ, bằng cách sử dụng lại các trang trí hình động vật truyền thống nhưng sắp xếp chúng xung quanh các chữ khắc để trở thành phần trung tâm của bố cục. Các hình vẽ cũng trở nên điêu khắc và thực tế hơn. Các yếu tố mới cũng được đưa vào, đặc biệt là những chi tiết liên quan đến thần thoại Akkad.

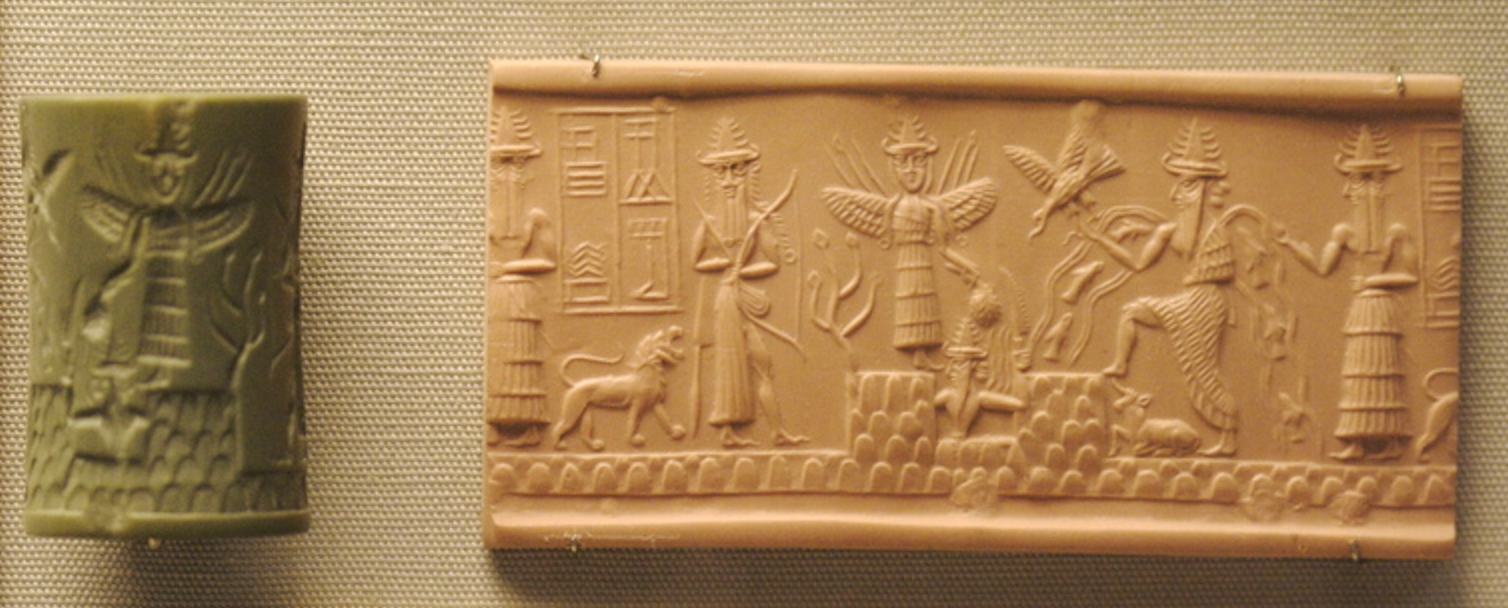
Dòng chữ "Adda, kinh sư", thần săn bắn với cung tên, Ishtar với vũ khí trên vai, thần mặt trời Shamash, chim Zu, thần nước Ea với bò đực giữa hai chân, thần phục vụ hai mặt Usimu với tay phải giơ lên
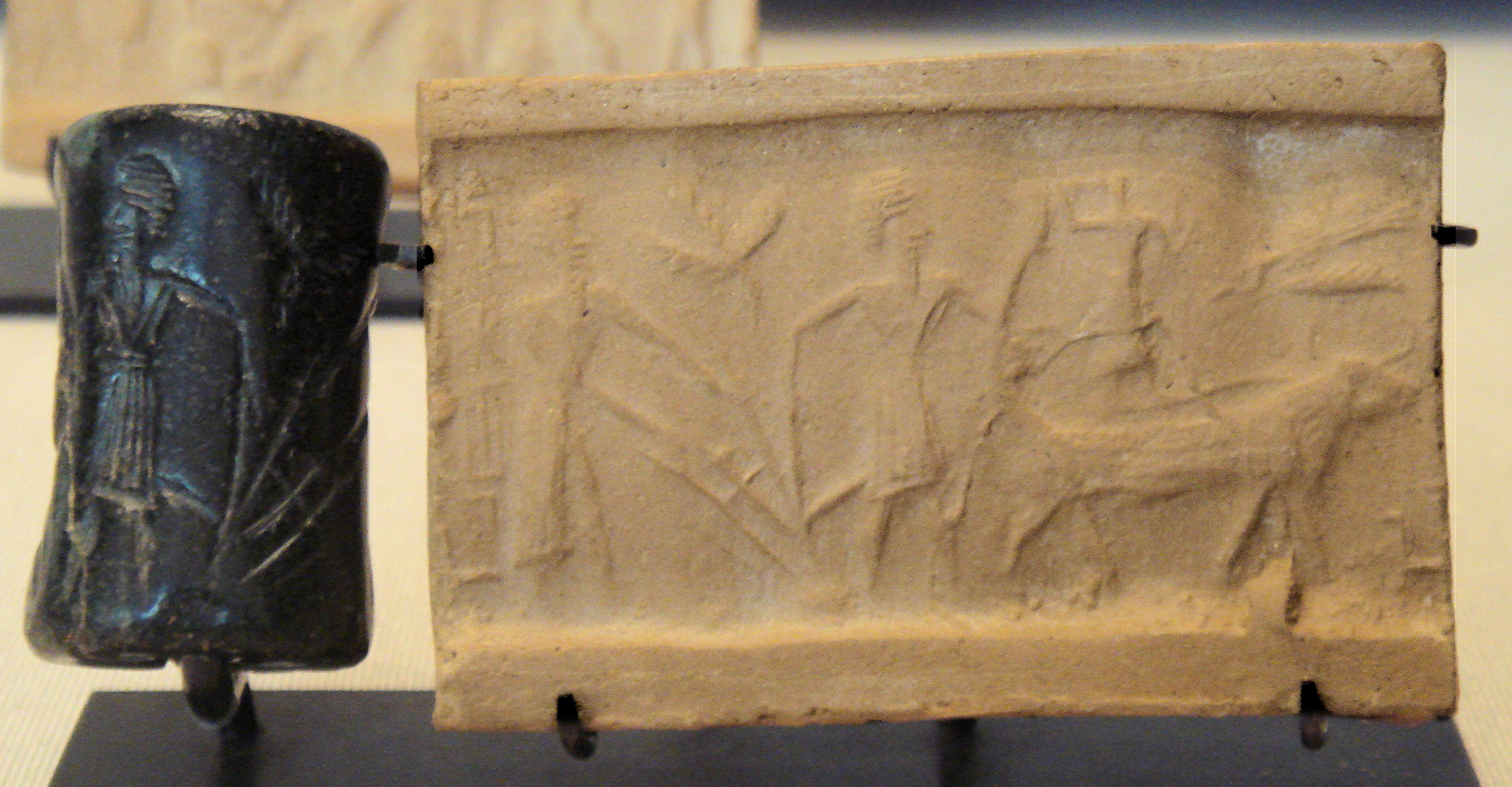
Con dầu Akkad, Cảnh làm nông. Bảo tàng Louvre
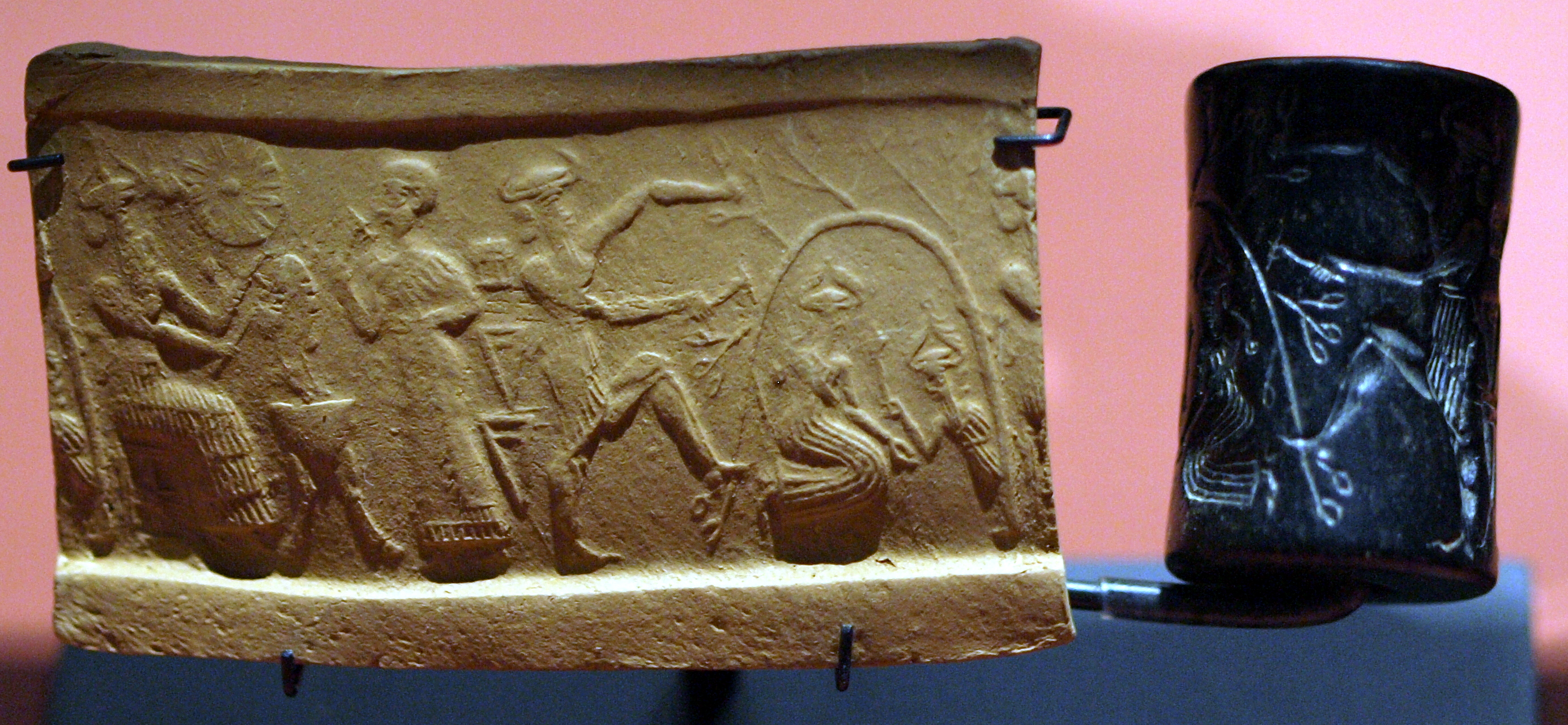
Thần mùa hè và Dumuzi. Bảo tàng Louvre
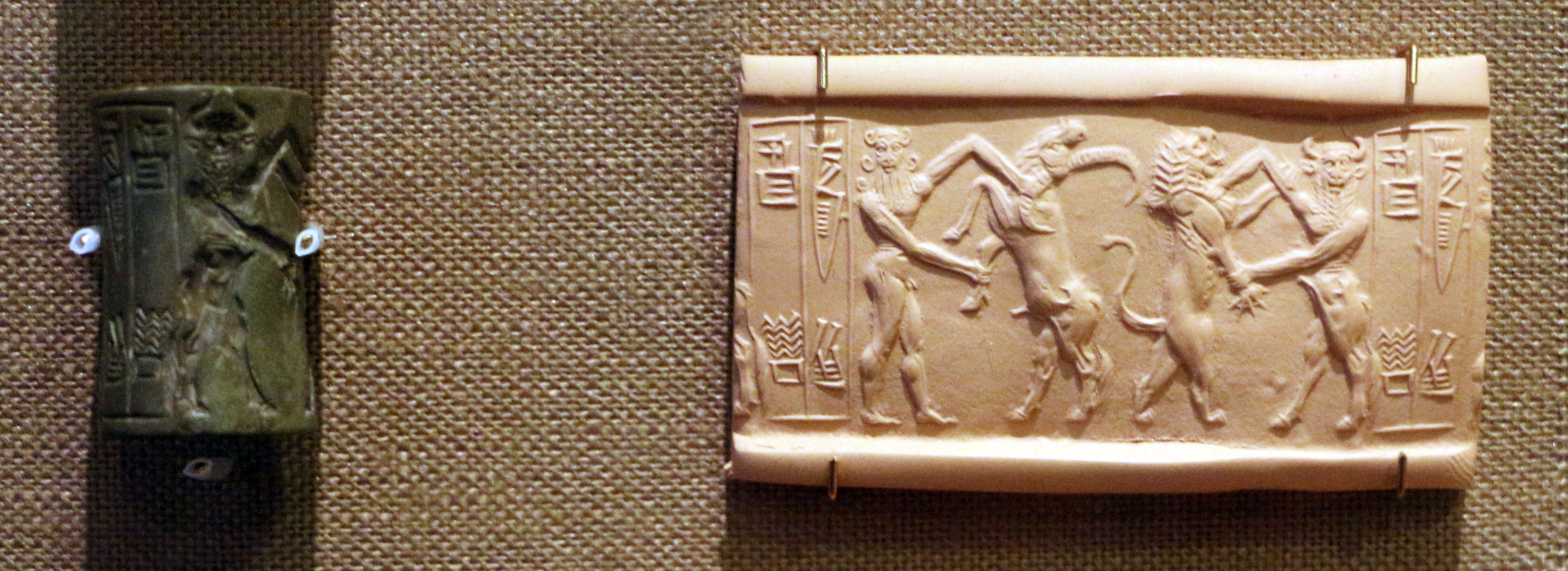
Ea đấu vật với trâu nước, và Endiku đầu bò đấu với sư tử.

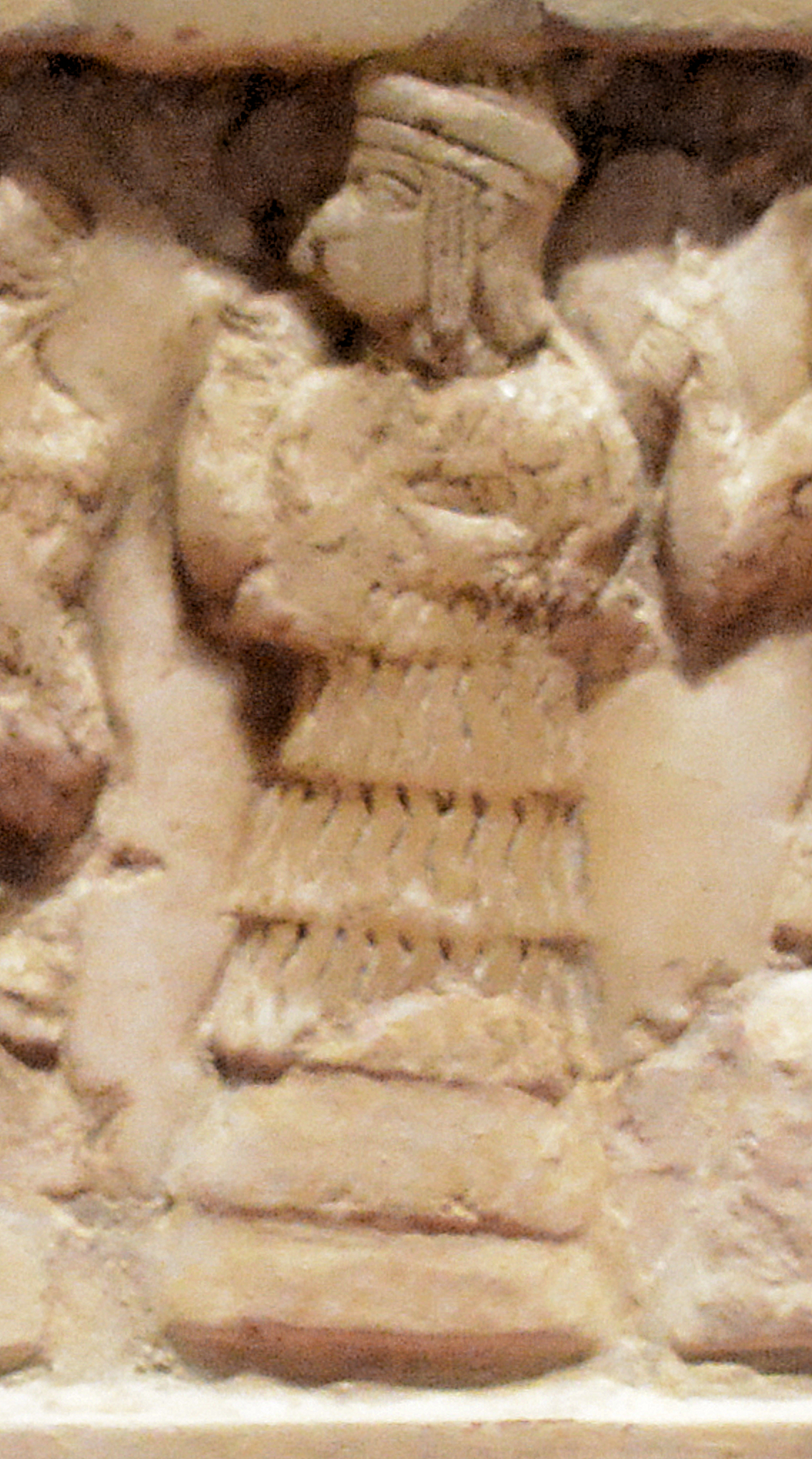
Nhà thơ, nữ tu sĩ Enheduanna, con gái của Sargon xứ Akkad, k. 2300 TCN

### Ngôn ngữ
Trong thiên niên kỷ thứ 3 trước Công nguyên, đã hình thành một sự cộng sinh văn hóa mật thiết giữa người Sumer và người Akkad, bao gồm cả việc song ngữ được sử dụng rộng rãi. Ảnh hưởng của tiếng Sumer đối với tiếng Akkad (và ngược lại) được thể hiện rõ ràng trong mọi lĩnh vực, từ sự vay mượn từ vựng trên quy mô lớn, đến sự hội tụ về cú pháp, hình thái học và âm vị học. Các học giả gọi tiếng Sumer và Akkad trong thiên niên kỷ thứ ba là loại "ngôn ngữ cộng sinh" (sprachbund). Tiếng Akkad dần dần thay thế tiếng Sumer trong tiếng nói phổ thông vào k. 2000 TCN (niên đại chính xác vẫn còn là vấn đề gây tranh cãi), nhưng tiếng Sumer tiếp tục được xem như một ngôn ngữ thiêng liêng, được sử dụng trong nghi lễ, văn học và khoa học ở Lưỡng Hà cho đến thế kỷ 1 sau Công nguyên.

### Nhà thơ - nữ tư tế Enheduanna
Văn học Sumer tiếp tục phát triển phong phú trong thời kỳ Akkad. Enheduanna (k. 2285 –2250 TCN), con gái của Sargon và là đại tư tế đền thờ Sin tại Ur, là nhà thơ đầu tiên trong lịch sử được xác định tên tuổi. Các tác phẩm được biết đến của bà bao gồm các bài thánh ca ca tụng Inanna, Ca tụng Inanna và In-nin sa-gur-ra. Tác phẩm thứ ba, Thánh ca đền thờ là một bộ các bài thánh ca ca tụng những ngôi đền linh thiêng và các vị thần được thờ phụng. Các tác phẩm của bà có ý nghĩa lớn với sự chuyển đổi từ ngôi thứ ba sang ngôi thứ nhất của chính tác giả, và chúng đánh dấu một bước phát triển đáng kể trong việc sử dụng chữ hình nêm. Với tư cách là nhà thơ, công chúa và nữ tư tế, bà là một người mà theo William W. Hallo là đã "trở thành chuẩn mực cho cả ba vai trò trong nhiều thế kỷ tiếp theo".

### Lời nguyền Akkad
Nhiều tài liệu các thời kỳ sau này mô tả truyền thuyết về sự sụp đổ Akkad là do Naram-Sin đã xâm phạm thành phố Nippur. Sau khi nghe những lời tiên tri bất tường, ông ta đã cho phá đền thờ E-kur thờ vị thần tối cao Enlil. Điều này khiến cho tám vị thần lớn nổi giận và quay lưng lại với Akkad.
Các vị vua Akkad đã trở thành huyền thoại lưu truyền trong các nền văn minh Lưỡng Hà sau này, với Sargon được xem là mẫu mực của một nhà lãnh đạo mạnh mẽ và khôn ngoan, còn cháu trai của ông là Naram-Sin được coi là kẻ cai trị độc ác và quỷ quyệt đã đẩy đất nước đến diệt vong.

## Công nghệ

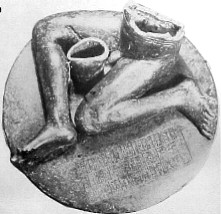
Tượng Bassetki với kích thước cỡ người thật từ thời Naram-Sin, chữ khắc đề cập đến việc xây dựng một ngôi đền ở Akkad. Bảo tàng quốc gia Iraq

Một phiến đất sét từ thời kỳ này ghi lại rằng: "(Từ buổi ban sơ) chưa từng có ai đúc tượng chì, (nhưng) vua Rimush của Kish, đã đúc tượng chính ngài bằng chì. Bức tượng đứng trước Enlil và xưng tụng đức độ của ngài tới đấng thần linh." Tượng Bassetki bằng đồng được đúc bằng phương pháp đúc khuôn sáp đã thất truyền là một minh chứng cho trình độ thủ công phát triển cao trong thời kỳ Akkad.

## Thành tựu
Đế quốc Akkad được kết nối bởi những tuyến đường và hệ thống thông tin liên lạc thường xuyên. Có khả năng các quan sát thiên văn và điềm báo đã được tập hợp và ghi chép lần đầu tiên tại một thư viện do Sargon thành lập. Kể từ thời Sargon, "niên hiệu" bắt đầu được sử dụng, theo đó mỗi năm trị vì của một vị vua được đặt tên theo một sự kiện quan trọng được thực hiện bởi vị vua đó. Danh sách các "niên hiệu" này từ đó trở thành một hệ thống lịch được sử dụng ở hầu hết các thành bang Lưỡng Hà độc lập. Tuy nhiên, ở Assyria, nhiều niên hiệu đã được đặt theo tên của vị quan chủ tế hàng năm do nhà vua bổ nhiệm chứ không phải theo một sự kiện.

## Dẫn nguồn
1. ↑  Taagepera, Rein (1978). "Size and duration of empires growth-decline curves, 3000 to 600 B.C.". Social Science Research. Quyển 7. tr. 180–195. doi:10.1016/0049-089X(78)90010-8.
2. ↑  Mish, Frederick C., Editor in Chief. "Akkad" Webster's Ninth New Collegiate Dictionary. ninth ed. Springfield, MA: Merriam-Webster 1985. ISBN 0-87779-508-8).
3. ↑  Deutscher, Guy (2007). Syntactic Change in Akkadian: The Evolution of Sentential Complementation. Oxford University Press US. tr. 20–21. ISBN 978-0-19-953222-3.
4. ↑  Woods, C. (2006). "Bilingualism, Scribal Learning, and the Death of Sumerian" (PDF). S.L. Sanders (ed) Margins of Writing, Origins of Culture: 91–120. Chicago. Bản gốc (PDF) lưu trữ ngày 29 tháng 4 năm 2013. Truy cập ngày 12 tháng 10 năm 2017.
5. ↑  Zettler (2003), p. 20. "Brinkman's chronology places Sargon's accession at 2334, his successors, Naram-Suen and Sharkalisharri, under whom the dynasty presumably collapsed, at 2254–2218 and 2217–2193, respectively, and the Third Dynasty of Ur at 2112–2004. however, Brinkman noted that if Hallo's 40 year Gutian interregnum is correct then the Dynasty of Akkade would have to be dated 2293–2113. The middle chronology, however, is under attack, with various scholars arguing strongly in favor of a low(er) chronology and for various reasons. Without going into detail, Boese has placed Sargon's accession at shortly after 2250 (1982), Gasche, Armstrong, Cole and Gurzadyan at 2200 (1998) and Reade at 2180 (2001), with the Third Dynasty of Ur moved according."
6. ↑  F Leo Oppenhiem - Ancient Mesopotamia
7. ↑  Liverani (1993), p. 3. "The factual criticism is that empires existed even before Akkad: or more properly that the term and concept of 'empire' has been recently applied (on not worse grounds than in the case of Akkad) to other older cases, from the Uruk of the late-Uruk period to the Ebla of the royal archives, to the very state formations of the Sumerian south in the period called in fact 'proto-imperial'. In no case is the Akkad empire an absolute novelty [...] 'Akkad the first empire' istherefore subject to criticism not only as for the adjective 'first' but especially as for the noun 'empire'.
8. ↑  Petrovich, Douglas N. (2013). "Identifying Nimrod of Genesis 10 with Sargon of Akkad by Exegetical and Archaeological Means". Journal of the Evangelical Theological Society.
9. ↑  Dalley, Stephanie (1997). The Legacy of Mesopotamia. New York: Oxford University Press. tr. 116. ISBN 9780198149460.
10. 1 2  Bagnall, Roger S., biên tập (2013). The Encyclopedia of Ancient History. Chicago: Blackwell. tr. 6045–6047. doi:10.1002/9781444338386.wbeah24182. ISBN 9781444338386.
11. 1 2  Schrakamp, Ingo (2013). "Sargon of Akkad and his dynasty". Trong Bagnall, Roger S. (biên tập). The Encyclopedia of Ancient History. Chicago: Blackwell. tr. 6045–6047. doi:10.1002/9781444338386.wbeah24182.
12. 1 2  Wall-Romana, Christophe (1990). "An Areal Location of Agade". Journal of Near Eastern Studies. Quyển 49 số 3. tr. 205–245. doi:10.1086/373442. JSTOR 546244.
13. ↑  Weiss, Harvey (1975), "Kish, Akkad and Agade", Journal of the American Oriental Society, 95 (3): 434–453, doi:10.2307/599355, JSTOR 599355
14. ↑  McMahon, Augusta (2006). The Early Dynastic to Akkadian Transition. The Area WF Sounding at Nippur (PDF). Chicago: Oriental Institute. ISBN 1-885923-38-4. Truy cập ngày 19 tháng 3 năm 2015.
15. ↑  Buccellati, Giorgio; Kelly-Buccellati, Marilyn (2002). "Tar'am-Agade, Daughter of Naram-Sin, at Urkesh" (PDF). Trong Al-Gailani Werr, Lamia (biên tập). Of Pots and Plans. Papers on the Archaeology and History of Mesopotamia and Syria presented to David Oates in Honour of his 75th Birthday. London: Nabu. tr. 11–31. ISBN 1897750625. Bản gốc (PDF) lưu trữ ngày 2 tháng 4 năm 2015. Truy cập ngày 18 tháng 3 năm 2015.
16. ↑  Weiss, H; và đồng nghiệp (1993). "The Genesis and Collapse of Third Millennium North Mesopotamian Civilization". Science. Quyển 261 số 5124. tr. 995–1004. Bibcode:1993Sci...261..995W. doi:10.1126/science.261.5124.995. PMID 17739617.
17. ↑  Wiener, Malcolm H. (2014). "The Interaction of Climate Change and Agency in the Collapse of Civilizations ca. 2300–2000 BC". Radiocarbon. Quyển 56 số 4. tr. S1 – S16. CiteSeerX 10.1.1.692.2170. doi:10.2458/azu_rc.56.18325.
18. ↑  J. Oates (2004), pp. 5–8. "Following the destruction of the city sometime in the twenty-third century BC, Nagar was rebuilt by officials of the Akkadian Dynasty as a major centre of their provincial administration, a fact clearly attested in the cuneiform documents from this site."
19. ↑  David Oates & Joan Oates, "Akkadian Buildings at Tell Brak"; Iraq 59, 1989.
20. ↑  Pruß, Alexander (2004), "Remarks on the Chronological Periods", trong Lebeau, Marc; Sauvage, Martin (biên tập), Atlas of Preclassical Upper Mesopotamia, Subartu, quyển 13, tr. 7–21, ISBN 2503991203
21. 1 2  van de Mieroop, M. (2007). A History of the Ancient Near East, ca. 3000–323 BC. Malden: Blackwell. ISBN 978-0-631-22552-2.
22. ↑  Foster, Benjamin R. (2013), "Akkad (Agade)", trong Bagnall, Roger S. (biên tập), The Encyclopedia of Ancient History, Chicago: Blackwell, tr. 266–267, doi:10.1002/9781444338386.wbeah01005
23. 1 2  Foster, Benjamin R. (2015). The Age of Agade: Inventing Empire in Ancient Mesopotamia (bằng tiếng Anh). Routledge. tr. 3. ISBN 9781317415527.
24. ↑  Nigro, Lorenzo (1998). "The Two Steles of Sargon: Iconology and Visual Propaganda at the Beginning of Royal Akkadian Relief". Iraq. Quyển 60. British Institute for the Study of Iraq. tr. 92. doi:10.2307/4200454. JSTOR 4200454.
25. ↑  Nigro, Lorenzo (1998). "The Two Steles of Sargon: Iconology and Visual Propaganda at the Beginning of Royal Akkadian Relief". Iraq. Quyển 60. British Institute for the Study of Iraq. tr. 93–94. doi:10.2307/4200454. JSTOR 4200454.
26. ↑  Georges Roux (1996), Ancient Iraq (3rd Edition) (Penguin Harmondsworth)
27. ↑  Stiebing Jr, H. William (2009). Ancient Near Eastern History and Culture. Pearson Longman; University of New Orleans. tr. 69.
28. ↑  Sargon
29. ↑  Samuel Noah Kramer, The Sumerians, Chicago University Press, 1971, ISBN 0-226-45238-7
30. ↑  Stiebing Jr, H. William (2009). Ancient Near Eastern History and Culture. Pearson Longman; University of New Orleans. tr. 70.
31. ↑  Dalley proposes that these sources may have originally referred to Sargon II of the Assyria rather than Sargon of Akkad.
32. ↑  Stiebing Jr, H. William (2009). Ancient Near Eastern History and Culture. Pearson Longman; University of New Orleans. tr. 71.
33. ↑  "Musée du Louvre-Lens - Portail documentaire - Stèle de victoire du roi Rimush (?)". ressources.louvrelens.fr (bằng tiếng Pháp).
34. ↑  Hamblin, William J. (2006). Warfare in the Ancient Near East to 1600 BC: Holy Warriors at the Dawn of History (bằng tiếng Anh). Routledge. tr. 93–94. ISBN 978-1-134-52062-6.
35. 1 2  Hamblin, William J. (2006). Warfare in the Ancient Near East to 1600 BC: Holy Warriors at the Dawn of History (bằng tiếng Anh). Routledge. tr. 93–94. ISBN 978-1-134-52062-6.
36. ↑  Crowe, D. (2014). War Crimes, Genocide, and Justice: A Global History (bằng tiếng Anh). Springer. tr. 10. ISBN 978-1-137-03701-5.
37. ↑  Stiebing Jr, H. William (2009). Ancient Near Eastern History and Culture. Pearson Longman; University of New Orleans. tr. 72.
38. ↑  Hamblin, William J. (2006). Warfare in the Ancient Near East to 1600 BC: Holy Warriors at the Dawn of History (bằng tiếng Anh). Routledge. tr. 93–94. ISBN 978-1-134-52062-6.
39. ↑  Stiebing, H. William, Jr. (2009). Ancient Near Eastern History and Culture. Pearson Longman. tr. 74. ISBN 978-0-321-42297-2.{{Chú thích sách}}:  Quản lý CS1: nhiều tên: danh sách tác giả (liên kết)
40. ↑  Michalowski, Piotr (2008). "The Mortal Kings of Ur: A Short Century of Divine Rule in Ancient Mesopotamia" (PDF). Oriental Institute Seminars. Quyển 4. The Oriental Institute. tr. 33–45. ISBN 978-1-885923-55-4. Bản gốc (PDF) lưu trữ ngày 5 tháng 9 năm 2012. Truy cập ngày 29 tháng 7 năm 2021.
41. ↑  Tinney, Steve (1995). "A New Look at Naram-Sin and the Great Rebellion". Journal of Cuneiform Studies. Quyển 47. tr. 1–14. doi:10.2307/1359810. JSTOR 1359810.
42. 1 2  Otto, Adelheid (2006). "Archaeological Perspectives on the Localization of Naram-Sin's Armanum". Journal of Cuneiform Studies. Quyển 58. tr. 1–26. doi:10.1086/JCS40025220.
43. ↑  Foster, Benjamin R. (1982). "The Siege of Armanum". Journal of the Ancient Near Eastern Society. Quyển 14. tr. 27–36.
44. ↑  Horowitz, Wayne; Horowitz, Alexandra (1998). Mesopotamian Cosmic Geography. ISBN 0-931464-99-4.
45. ↑  Cyrus Herzl Gordon; Gary Rendsburg; Nathan H. Winter (1987). Eblaitica: Essays on the Ebla Archives and Eblaite Language, Volume 4. tr. 63–66. ISBN 1-57506-060-4.
46. ↑  Fagan, Brian (2004). The Long Summer: how climate changed civilisation. Granta Books. ISBN 1-86207-644-8.
47. ↑  Burroughs, William J. (2008). Climate Change in Prehistory: The end of the age of chaos. Cambridge University Press. ISBN 978-0-521-07010-2.
48. 1 2  De Mieroop, Marc Van (2005). A History of the Ancient Near East ca. 3000–323 BC. Malden: Blackwell. ISBN 0-631-22552-8.
49. ↑   Chisholm, Hugh, biên tập (1911). Encyclopædia Britannica (ấn bản thứ 11). Cambridge University Press. {{Chú thích bách khoa toàn thư}}: |title= trống hay bị thiếu (trợ giúp)
50. ↑  "Sumerian Dictionary". oracc.iaas.upenn.edu. Bản gốc lưu trữ ngày 1 tháng 3 năm 2020. Truy cập ngày 30 tháng 7 năm 2021.
51. ↑  Woolley, Leonard (1938). The Summerians. tr. 83.
52. ↑  The Art Of Ancient Mesopotamia (Art Ebook) (bằng tiếng Anh). tr. 53.
53. ↑  Seal image M4 in: The Art Of Ancient Mesopotamia (Art Ebook) (bằng tiếng Anh). tr. 53.
54. ↑  Radau, Hugo (2005). Early Babylonian History: Down to the End of the Fourth Dynasty of Ur (bằng tiếng Anh). Wipf and Stock Publishers. tr. 6–7. ISBN 978-1-59752-381-3.
55. ↑  "CDLI-Archival View RT 165". cdli.ucla.edu.
56. ↑  The Cambridge Ancient History. Cambridge University Press. 1971. tr. 436.
57. ↑  "Puzur-Mama, who served as a "governor" of Lagash, in all probability during the reign of Shar-kali-sharri.
58. ↑  The Cambridge Ancient History. Cambridge University Press. 1971. tr. 998.
59. 1 2  Zettler (2003), pp. 24–25.
60. ↑  Nicholas Kraus, The Weapon of Blood: Politics and Intrigue at the Decline of Akkad, Zeitschrift für Assyriologie & Vorderasiatische Archäologie, vol. 108, iss. 1, pp. 1-9, June 2018
61. ↑  Georges Roux (1996), Ancient Iraq (3rd Edition)(Penguin Harmondsworth)
62. ↑  Norman Yoffee, "The Collapse of Ancient Mesopotamian States and Civilization", In The Collapse of Ancient States and Civilizations, ed.
63. ↑  Cookson, Evangeline; Hill, Daniel J.; Lawrence, Dan (ngày 1 tháng 6 năm 2019). "Impacts of long term climate change during the collapse of the Akkadian Empire". Journal of Archaeological Science (bằng tiếng Anh). Quyển 106. tr. 1–9. doi:10.1016/j.jas.2019.03.009. ISSN 0305-4403. Bản gốc lưu trữ ngày 2 tháng 5 năm 2019.
64. ↑  Weiss, H; và đồng nghiệp (1993). "The Genesis and Collapse of Third Millennium North Mesopotamian Civilization". Science. Quyển 261 số 5124. tr. 995–1004. Bibcode:1993Sci...261..995W. doi:10.1126/science.261.5124.995. PMID 17739617.
65. ↑  Watanabe, Takaaki K.; Watanabe, Tsuyoshi; Yamazaki, Atsuko; Pfeiffer, Miriam (2019). "Oman corals suggest that a stronger winter shamal season caused the Akkadian Empire (Mesopotamia) collapse". Geology. Quyển 47 số 12. GeoScienceWorld. tr. 1141–1145. Bibcode:2019Geo....47.1141W. doi:10.1130/G46604.1.
66. ↑  "Strong winter dust storms may have caused the collapse of the Akkadian Empire" (Thông cáo báo chí). ngày 24 tháng 10 năm 2019.
67. ↑   Lưu trữ ngày 10 tháng 10 năm 2017 tại Wayback Machine Tar'am-Agade, Daughter of Naram-Sin, at Urkesh, Buccellati, Giorgio and Marilyn Kelly-Buccellati, in of Pots and Plans.
68. ↑  J. Oates (2004), p. 10.
69. ↑  Thompson, William J. (2003), "Complexity, Diminishing Marginal Returns and Serial Mesopotamian Fragmentation," Journal of World Systems Research
70. ↑  Leick Gwendolyn (2003), "Mesopotamia: The invention of the city" (Penguin)
71. ↑  Kramer 1963:324, quoted in Charles Keith Maisels, The Emergence of Civilization ch.
72. ↑  Bourke, Stephen (2008). The Middle East: the cradle of civilization revealed. Thames & Hudson. tr. 89. ISBN 9780500251478.
73. ↑  Ray, Himanshu Prabha (2003). The Archaeology of Seafaring in Ancient South Asia (bằng tiếng Anh). Cambridge University Press. tr. 85. ISBN 9780521011099.
74. ↑  "The Indus Civilization and Dilmun, the Sumerian Paradise Land". www.penn.museum.
75. ↑  Reade, Julian E. (2008). The Indus-Mesopotamia relationship reconsidered (Gs Elisabeth During Caspers) (bằng tiếng Anh). Archaeopress. tr. 14–17. ISBN 978-1-4073-0312-3.
76. ↑  Stein, Stephen K. (2017). The Sea in World History: Exploration, Travel, and Trade [2 volumes] (bằng tiếng Anh). ABC-CLIO. tr. 38. ISBN 9781440835513.
77. ↑  McKeon, John F. X. (1970). "An Akkadian Victory Stele". Boston Museum Bulletin. Quyển 68 số 354. tr. 239. ISSN 0006-7997. JSTOR 4171539.
78. ↑  Frankfort, Henri, The Art and Architecture of the Ancient Orient, Pelican History of Art, 4th ed 1970, Penguin (now Yale History of Art), ISBN 0140561072, pp. 83–91
79. ↑  Frankfort, p. 91
80. ↑  Art of the First Cities: The Third Millennium B.C. from the Mediterranean to the Indus (bằng tiếng Anh). Metropolitan Museum of Art. 2003. tr. 204–205. ISBN 978-1-58839-043-1.
81. ↑  McKeon, John F. X. (1970). "An Akkadian Victory Stele". Boston Museum Bulletin. Quyển 68 số 354. tr. 226–243. JSTOR 4171539.
82. ↑  "The Adda Seal". British Museum.
83. 1 2 3  Deutscher, Guy (2007). Syntactic Change in Akkadian: The Evolution of Sentential Complementation. Oxford University Press US. tr. 20–21. ISBN 978-0-19-953222-3.
84. ↑  Woods, C. (2006). "Bilingualism, Scribal Learning, and the Death of Sumerian" (PDF). S.L. Sanders (ed) Margins of Writing, Origins of Culture: 91–120. Chicago. Bản gốc (PDF) lưu trữ ngày 29 tháng 4 năm 2013. Truy cập ngày 12 tháng 10 năm 2017.
85. ↑  "Sumerian language". Encyclopædia Britannica.
86. ↑  Enheduanna, The Exaltation of Inanna.
87. ↑  "The Electronic Text Corpus of Sumerian Literature".
88. ↑  Jerrold S. Cooper, "Paradigm and Propaganda: The Dynasty of Akkade in the 21st Century"; in Liverani (1993).
89. ↑  Bill T. Arnold, "The Weidner Chronicle and the Idea of History in Israel and Mesopotamia"; in Faith, Tradition, and History: Old Testament Historiography in Its Near Eastern Context; Millard, Hoffmeier & Baker, eds.; Winona Lake, Indiana: Eisenbrauns, 1994; ISBN 0-931464-82-X; p. 138.
90. ↑  van de Mieroop, M. (2007). A History of the Ancient Near East, ca. 3000–323 BC. Malden: Blackwell. tr. 68–69. ISBN 978-0-631-22552-2.